# عقدا
عقدا (بالفارسية: عقدا) هي مدينة تقع في إيران في Aqda District. يقدر عدد سكانها بـ 1,583 نسمة .